# Eocencyrtus
Eocencyrtus is een geslacht van vliesvleugeligen uit de familie Encyrtidae. De wetenschappelijke naam van dit geslacht is voor het eerst geldig gepubliceerd in 2001 door Simutnik.

## Soorten
Het geslacht Eocencyrtus is monotypisch en omvat slechts de volgende soort:
- Eocencyrtus zerovae Simutnik, 2001